# Caroline - den sidste rejse
Caroline - den sidste rejse er en dansk spillefilm fra 2010, der er instrueret af Henrik Kolind efter manuskript af Christine Hermansen.

## Handling
Filmen er en moderne fortolkning af Caroline Mathildes ægteskab med kong Christian 7., forholdet til Johann Friedrich Struensee og hendes efterfølgende udvisning fra Danmark. I en visuel malerisk stil, der leder tankerne hen på Vilhelm Hammershøi, fortæller den om magtkampen i en større dansk virksomhed.

## Medvirkende
- Rikke Buch Bendtsen - Louise
- Kim Bodnia - Johan
- Morten Hauch-Fausbøll - Christian
- Christine Hermansen - Caroline Mathilde
- Lisbet Lundquist - Augusta
- Finn Nielsen - Ove
- Flemming Pless - Præst
- Priscilla S. Rasmussen - Cathrine
- Asger Reher - Chauffør
- Hanne Uldal - Juliane